# Снаряд (балістика)
Снаряд (англ. projectile) — об'єкт, запущений зовнішньою силою у простір, і який продовжує рух за інерцією. Рух снаряда — головний предмет вивчення балістики. Будь-який об'єкт, що рухається у просторі (наприклад, кинутий бейсбольний м'яч) можна назвати снарядом, але найчастіше термін застосовують до далекобійної зброї: артилерійських і реактивних снарядів, мін, куль, авіабомб. Для аналізу траєкторії снаряда використовують рівняння руху.

## Рушійна сила

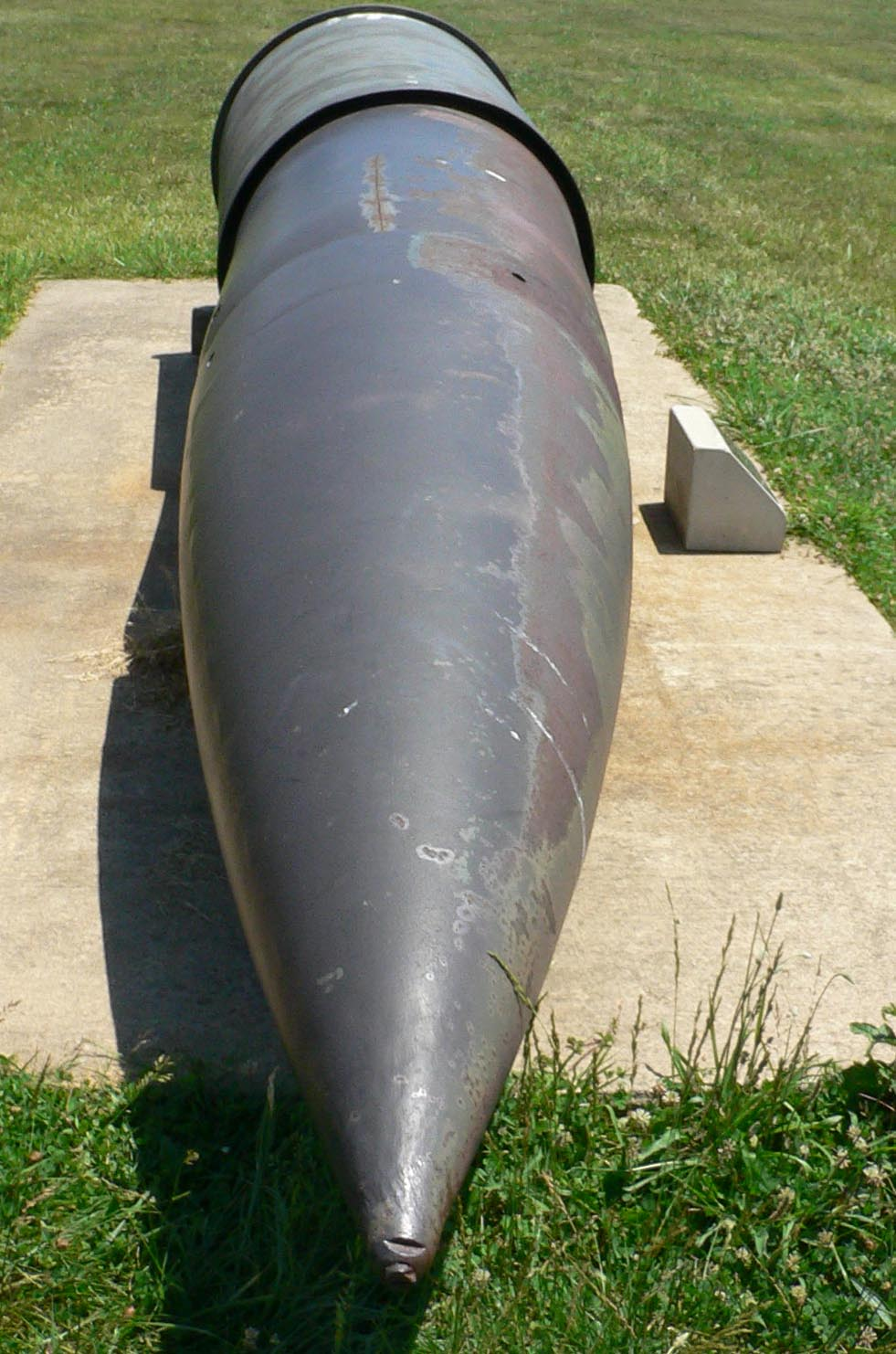
Снаряд та гільза до гармати Важкий Густав часів Другої світової війни. Більшість зброї, що стріляє снарядами, використовує стиснення або розширення газів у якості рушійної сили.

Духові трубки та пневматичні рушниці використовують стиснені гази, у той час як у вогнепальній зброї та гарматах використовують розширення газів які звільняються під час хімічної реакції. У гарматах на легких газах використовують комбінацію цих механізмів.
Рейкотрони використовують електромагнітні поля для створення постійного прискорення на всій довжині пристрою, сильно збільшуючи дулову швидкість.
Деякі метальні предмети прискорюються протягом польоту за допомогою ракетних або реактивних двигунів. У західній військовій термінології, англ. rocket позначає некеровану ракету (реактивний снаряд), а англ. missile — керовану ракету. Так, англ. rocket має подвійне значення: зброю та двигун. Тому МБР — це керована ракета з ракетним двигуном.
Вибух, за допомогою зброї або ні, створює осколки які також є високошвидкісними метальними снарядами. Вибухова зброя або пристрій можуть створювати багато високошвидкісних метальних предметів які утворюються з оболонки, вони мають більш коректний термін — осколки.

## Доставка метальних предметів
Багато метальних предметів, наприклад снаряди, можуть мати вибуховий заряд або хімічну чи біологічну речовину. Окрім вибухового заряду метальний предмет може нести спеціальний урон, наприклад, підпалення або отруєння.

## Спортивні метальні предмети

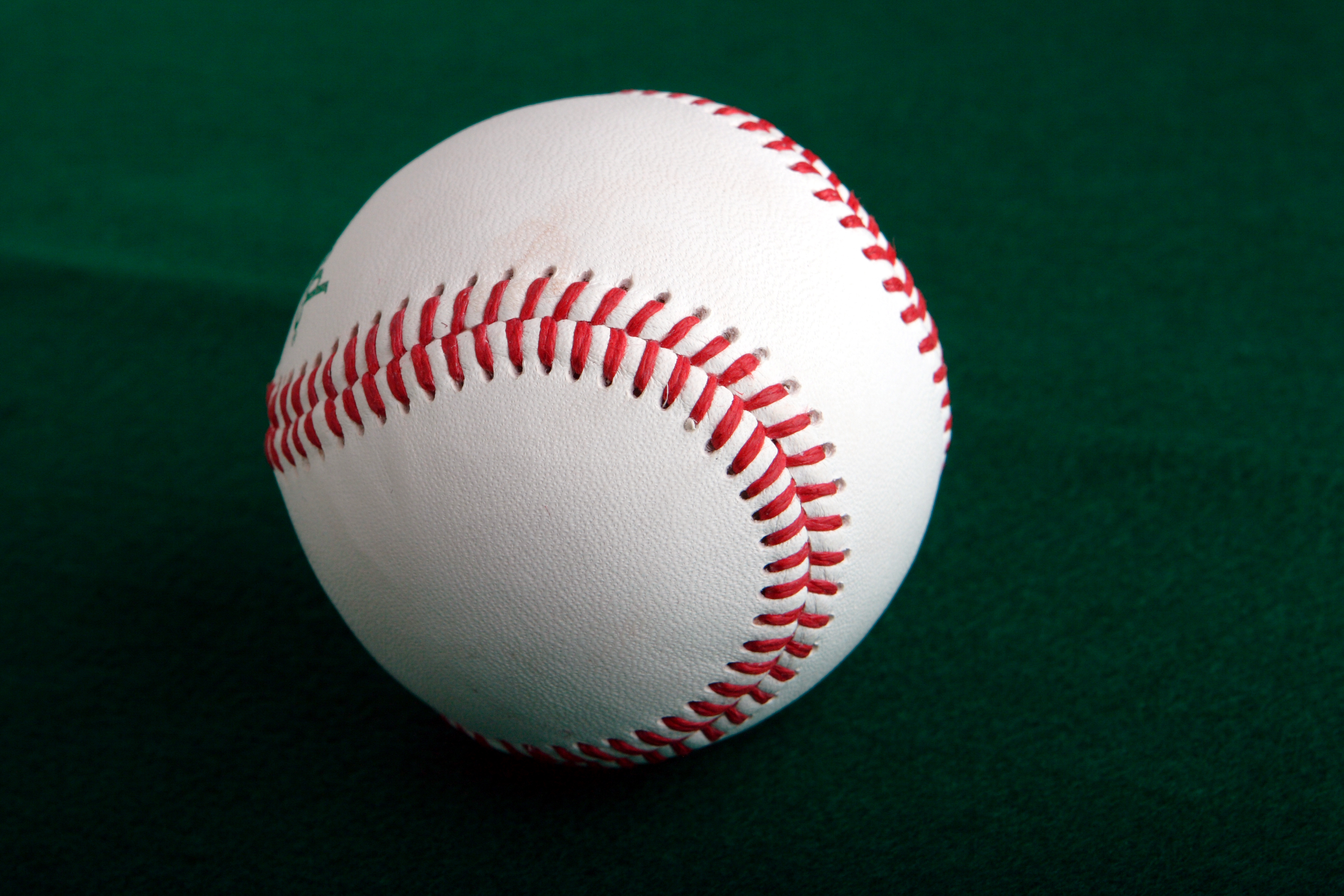
У бейсболі було зафіксовано рекордну швидкість м'яча у 169 км/год.

У метальному русі найбільш важливою силою яку застосовують до ‘метального предмета’ є рушійна сила, у цьому випадку рушійною силою є мускули які дозволяють м'яч рухатися і чим більшу силу застосовують тим більша рушійна сила, що значить, що метальний предмет (м'яч) буде рухатися швидше.

## Кінетичні метальні предмети
Метальний предмет може і не містити вибуховий заряд або інший тип заряду має назву кінетичний снаряд, кінетична зброя, кінетична боєголовка або кінетичний ударник. Типовою кінетичною зброєю є тупі метальні предмети, наприклад, каміння та ядра, загострені, наприклад, стріли та дещо загострені, наприклад, кулі. Серед метальних предметів які не мають вибухівки також є рейкотрони, гармати Гауса та електромагнітні катапульти, а також бронебійні підкаліберні оперені снаряди. Вся ця зброя працює шляхом досягнення високої дулової швидкості або початкової швидкості, аж до гіпершвидкості, і стикається з її мішенню, перетворюючи її кінетичну енергію в руйнівні ударні хвилі і тепло. Інші типи кінетичної зброї пришвидшується з часом ракетним двигуном або за допомогою гравітації. У будь-якому випадку саме кінетична енергія снаряда руйнує ціль.
Деяка кінетична зброя для вицілювання об'єктів у космічному польоті — це протисупутникове озброєння та протибалістичні ракети. Через те, що для досягнення об'єктів на орбіті потрібна надвисока швидкість, їх кінетичної енергії достатньо для знищення об'єктів, вибухівка не потрібна. Наприклад: енергія TNT складає 4,6 МДж/кг та енергія кінетичного снаряду який рухається зі швидкістю у 10 км/с складає 50 МДж/кг. Це дозволяє зберегти дорогоцінну вагу та нема потреби розрахунку детонації. Цей метод, проте, вимагає прямого контакту з ціллю, що вимагає більш точну траєкторію. Деякі ударні боєголовки додатково оснащені вибуховою боєголовкою спрямованого вибуху для покращення убивчої імовірності  (наприклад, ізраїльська ракета Arrow або американська Patriot PAC-3).
Деяка протиракетна зброя, наприклад, керовані ракети Arrow та MIM-104 Patriot PAC-2 мають вибухівку, у той час як Кінетичний перехоплювач (KEI), легкий екзо-атмосферний снаряд (LEAP, використовується у системі ПРО Aegis) та ПРО THAAD не мають.
Кінетичний метальний предмет також можна скинути з літака. Вони використовуються замість вибухівки у звичайних бомбах з невибуховими речовинами (наприклад цемент), для точного удару з меншим додатковим пошкодженням. Звичайна бомба важить 900 кг та швидкість польоту у 800 км/год (220 м/с). Такі бомби також використовують у тренуваннях. Такий метод використовували під час війни у Іраку використовуючі наповнені цементом тренувальні бомби з системою наведення JDAM GPS, для атаки транспорту та інших «м'яких» цілей які розташовані поряд з цивільними будівлями замість використання звичайних фугасних бомб.
У системі Prompt Global Strike може використовуватися кінетична зброя. Кінетичне бомбардування може включати в себе скидання метальних снарядів з орбіти Землі.
Гіпотетична кінетична зброя яка рухається на значній частці швидкості світла, зазвичай використовується у науковій фантастиці, має назву релятивістська машина вбивства (RKV).

## Провідні метальні предмети
Деякі метальні предмети залишаються під'єднаними до пускової установки після пуску:
- для наведення: керовані по дротах ракети (відстань до 4000 метрів)
- для ураження електричним струмом, як у  Тазері (відстань до 10,6 метрів); два метальних предмети вистрілюються одночасно, кожний з дротом.
- щоб встановити зв'язок з ціллю або для притягнення цілі до пускової установки, як у випадку з китобійним гарпуном або для спрямування пускової установки до цілі, наприклад, абордажна кішка.

## Звичайні швидкості метальних предметів
| Снаряд                                                                          | Швидкість | Швидкість | Швидкість | Швидкість  | Визначена кінетична енергія (Дж/кг) |
| Снаряд                                                                          | (м/с)     | (км/год)  | (фт/с)    | (миль/год) | Визначена кінетична енергія (Дж/кг) |
| ------------------------------------------------------------------------------- | --------- | --------- | --------- | ---------- | ----------------------------------- |
| Об'єкт падає з висоти 1 м (у вакуумі, на поверхні Землі)                        | 4.43      | 15.948    | 14.5      | 9.9        | 9.8                                 |
| Об'єкт падає з висоти 10 м (у вакуумі, на поверхні Землі)                       | 14        | 50.4      | 46        | 31         | 98                                  |
| Метальна палиця (експерт-метатель)                                              | 40        | 144       | 130       | 90         | 800                                 |
| Об'єкт падає з висоти 100 м (у вакуумі, на поверхні Землі)                      | 45        | 162       | 150       | 100        | 980                                 |
| Удосконалений (гнучкий) дротик атлатл (експерт-метатель)                        | 45        | 162       | 150       | 100        | 1,000                               |
| Хокейна шайба (клацання, професійний гравець)                                   | 50        | 180       | 165       | 110        | 1,300                               |
| Арбалетний болт з арбалету вагою 36 кг                                          | 58        | 208.8     | 190       | 130        | 1,700                               |
| Бойова стріла з бойового лука вагою 68 кг                                       | 63        | 228.2     | 208       | 141        | 2,000                               |
| Тупий ударний снаряд з 40 мм гранатомета                                        | 87        | 313.2     | 285       | 194.6      | 3,785                               |
| Пейнтбольний шар                                                                | 91        | 327.6     | 300       | 204        | 4,100                               |
| Арбалетний болт з арбалета вагою 80 кг                                          | 97        | 349.2     | 320       | 217        | 4,700                               |
| 6 мм кулі Airsoft                                                               | 100       | 360       | 328       | 224        | 5,000                               |
| Шарики 4,5 мм з пневматичної гвинтівки                                          | 150       | 540       | 492       | 336        | 11,000                              |
| Куля з пневматичної зброї .177" (потужність магнум)                             | 305       | 878.4     | 1,000     | 545        | 29,800                              |
| 9×19 мм (куля з пістолета)                                                      | 340       | 1224      | 1,116     | 761        | 58,000                              |
| 12.7×99 мм (куля з важкого кулемета)                                            | 800       | 2,880     | 2,625     | 1,790      | 320,000                             |
| Німецький Tiger I 88 мм (танковий снаряд- Pzgr. 39 APCBCHE)                     | 810       | 2,899     | 2,657     | 1,812      | 328,050                             |
| 5.56×45 мм (стандартний набій який використовують у різних сучасних гвинтівках) | 920       | 3,312     | 3,018     | 2,058      | 470,000                             |
| 20×102 мм (снаряд автоматичної гармати США)                                     | 1039.38   | 3,741     | 3,410     | 2,325      | 540,000                             |
| 25×1400 мм (БОПС, танковий сердечник)                                           | 1,700     | 6,120     | 5,577     | 3,803      | 1,400,000                           |
| 2 кг вольфрамова куля (з експериментального рельсотрона)                        | 3,000     | 10,800    | 9,843     | 6,711      | 4,500,000                           |
| МБР                                                                             | До 4,000  | До 14,000 | До 13,000 | До 9,000   | До 8,000,000                        |
| снаряд легкогазової гармати                                                     | До 7,000  | До 25,000 | До 23,000 | До 16,000  | До 24,000,000                       |
| Супутник на низькій орбіті Землі                                                | 8,000     | 29,000    | 26,000    | 19,000     | 32,000,000                          |
| Екзоатмосферна ударна техніка                                                   | ~10,000   | ~36,000   | ~33,000   | ~22,000    | ~50,000,000                         |
| Снаряд (наприклад, космічне сміття) і ціль обидва на низькій орбіті землі       | 0–16,000  | ~58,000   | ~53,000   | ~36,000    | ~130,000,000                        |